# Karl Gustaf Staaf
Karl Gustaf Vilhelm Staaf, född 6 april 1881 i Kungsholms församling i Stockholm, död 15 februari 1953 i Motala församling, Östergötlands län, var en svensk friidrottare (stavhopp, tresteg, diskus och slägga) och dragkampare. 

## Biografi
Vid OS i Paris 1900 deltog Staaf i både friidrott och dragkamp. I dragkamp var han med i det svensk-danska laget som vann guldmedalj. I friidrott kom han femma i släggkastning (resultat okänt), sjua i stavhopp (resultat 2,70 m), elva i diskuskastning (okänt resultat), och i tresteg med ansats samt stående tresteg blev han oplacerad med okända resultat.